# Turó de l'Àliga
El Turó de l'Àliga és una muntanya de 1.744 metres que es troba al municipi de la Guingueta d'Àneu, a la comarca del Pallars Sobirà.